# 鹽埕北極殿
22°58′08″N 120°11′18″E / 22.968852°N 120.188341°E

鹽埕北極殿內景

鹽埕北極殿位於臺灣臺南市南區的鹽埕，是主祀玄天上帝的廟宇。日治時期，該廟曾作為安平公學校鹽埕分校（今日新國小）及派出所使用。

## 沿革
鹽埕北極殿據說創建於清康熙廿三年（1684年），而鹽埕地區過去靠臺江內海，居民多務農或晒鹽，信奉玄天上帝者眾多。乾隆四十三年（1778年），臺灣府知府蔣元樞曾重修{。而因為靠海關係，秋季大雨時易淹水且有海水倒灌，居民乃在道光四年（1824年）請福德正神鎮守鹽埕溪尾（現加蓋為利南街）。後來因當地繁榮，北極殿在道光三十年（1850年）改建為大廟。
日本時代，該廟在明治四十五年（1912年）4月被充作安平公學校鹽埕分校的臨時校舍，校舍撤廢後於大正十年（1912年）又充作鹽埕派出所的辦公室。在大正十三年（1924年），因年久失修而由鄭塗、王充發等人發起整修。
二次大戰後，北極殿在民國37年（1948年）重修，並增建前庭四陲亭。民國47年（1958年）董事鄭明真、林進儀等人又發起整修，於民國51年（1962年）落成。但因空間不敷使用且廟貌斑剝，於民國73年（1984年）規劃重建，而後自民國74年（1985年）開始動工，民國77年（1988年）完成。